# 新潟県立柏崎翔洋中等教育学校
新潟県立柏崎翔洋中等教育学校（にいがたけんりつ かしわざきしょうようちゅうとうきょういくがっこう）は、新潟県柏崎市北園町に所在する県立中等教育学校。

## 概要
2003年、柏崎商業高校校舎を継承し開校。1学年2学級と少人数編成で、前期課程（1 - 3年）・後期課程（4 - 6年）に分かれている。制服は前・後期共通で、前期課程には他の中学校と同様に給食がある。
なお、当初は新潟県立村上中等教育学校と同じ2002年の開校を予定していたが、新設校舎による開校を求める柏崎市側との調整のため、1年延期された。
2012年度で創立10周年を迎え、同年11月10日には創立10周年記念式典が行われた。
2026年度以降から募集停止予定。

## 教育目標
主体的に学び真理を尊ぶとともに、豊かな人間性や創造力を身につけ、 国際的な視野にたち社会の発展に貢献し得る積極有為の人間を育成する。

## スクールポリシー
- Challenge Now!（ 今こそ 挑戦! ）

## 教育方針
- 基礎的・基本的学力を培うとともに、自主的・積極的な学習態度を育成する。
- 社会規範を遵守し、厳しく自己を律する態度を育成する。
- 心身を鍛練し、たくましい気力、体力を育成する。

## 校歌
- 『新潟県立柏崎翔洋中等教育学校校歌』（作詞：松田愼也・作曲：後藤 丹）

## 交通
- JR東日本・越後線：東柏崎駅より 徒歩15分

## 学校行事
- 4月 入学式、春季課題考査、1年オリエンテーション合宿、生徒総会
- 5月 体育祭、卒業生進路講話
- 6月 第1回定期考査、PTA進路講演会
- 7月 マリンスポーツ（1年）、大学訪問学習(1年)、保護者面談、夏季課外学習、企業訪問学習(1年)、職場体験学習（2年）、社会研修旅行（5年）校外学習合宿（SAC）（3･6年）
- 8月 夏季課題考査、翔洋アチーブメントテスト（SAT）（3年）翔洋アカデミックキャンプ　（SAC）（3･6年）
- 9月 第2回定期考査
- 10月 翔洋祭、チャレンジウォーク、学期終業式、学期始業式、新潟大学訪問（3年）、立志式（3年）
- 11月 第3回定期考査 、創立記念集会（11/1）、大学訪問学習（1年）
- 12月 冬季課外学習 大学授業体験（5年）、保護者面談
- 1月 冬季課外学習、冬季課題考査、入学者選考検査、合格者発表
- 2月 第4回定期考査、スキー合宿（1年）、2年沖縄修学旅行、4年海外研修旅行
- 3月 卒業式、2学期終業式、球技大会

また、年間を通して全学年縦割り班での「LFE活動」として、地域への奉仕活動、探究活動などを行っている。

## 部活動
- バレーボール(女子)部
- ソフトテニス部
- バスケットボール(男子)部
- バスケットボール(女子)部
- 卓球部
- 陸上部
- 吹奏楽部
- 日本文化部（かしわざき学班、茶道・箏班、かるた班）
- 美術部
- 囲碁将棋部
- 特設水泳部[5]